# Vectogramm

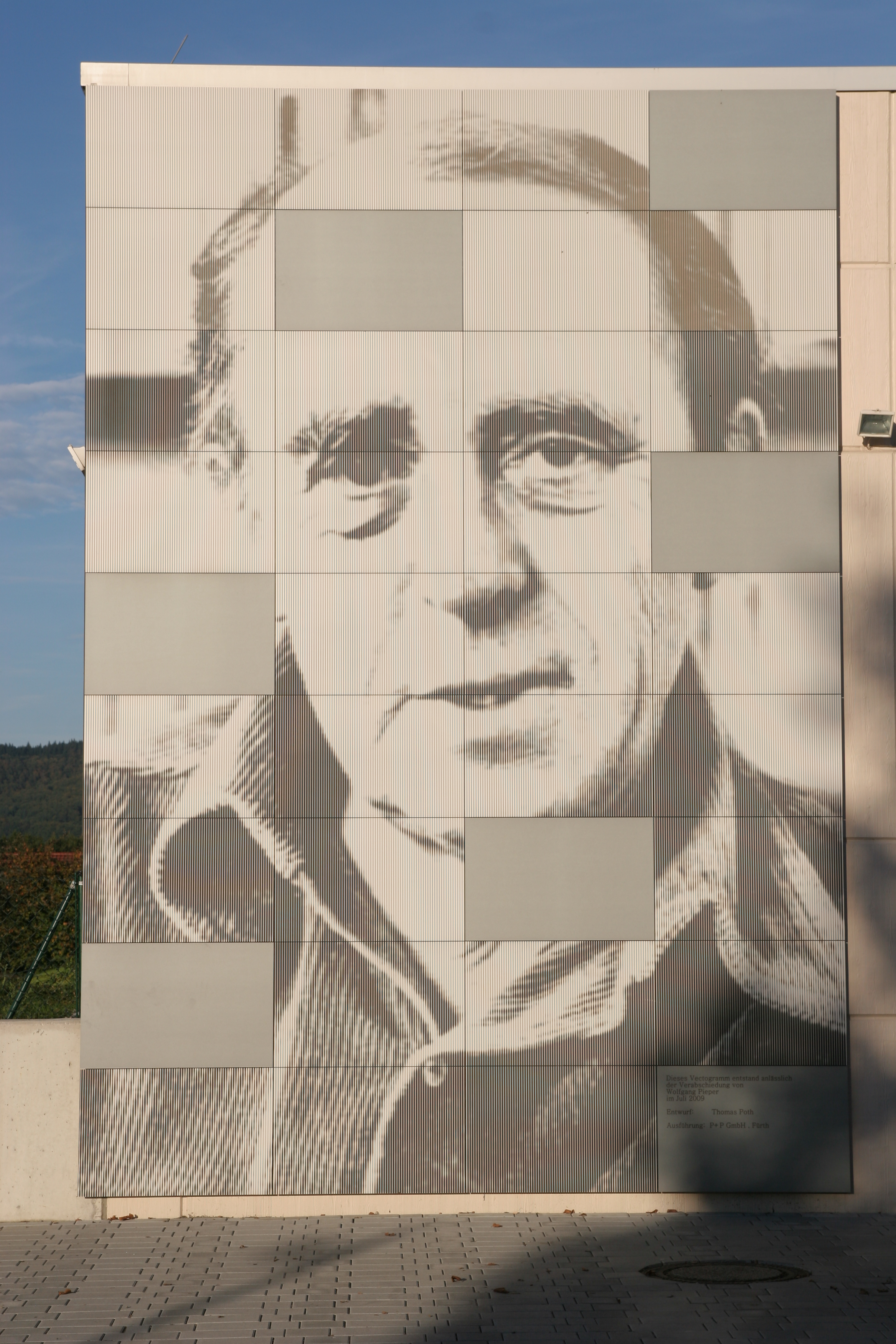
Vectogramm von Heinrich Böll an einer Gebäudefassade

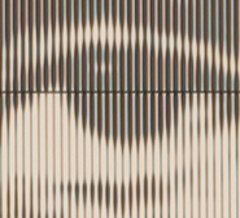
Ausschnitt des Vectogramms (linkes Auge), das vertikal gefräst wurde. Deutlich zu erkennen sind die tieferen Einfräsungen im Bereich der dunkleren Stellen. Die horizontale schwarze Linie ist die Stoßfuge zweier Platten.

Ein Vectogramm ist ein mittels einer speziellen Fotogravur auf einer planen Oberfläche erzeugtes, reliefartiges Bild. Die Fotogravur wird mit Hilfe einer computergesteuerten Fräsbearbeitung (CNC-Maschine) auf einer Platte, beispielsweise einer Schichtstoffplatte wie Resopal, erzeugt.

## Herstellung
Eine Fotovorlage wird am Computer in Graustufen umgewandelt. Die Graustufen werden danach über einen kegelförmigen Fräser in ein Strichbild auf dem Werkstück übertragen. Das Bild wird dabei Linie für Linie in das Werkstück gefräst. Dunkle Stellen werden tiefer und damit breiter in das Werkstück gefräst, hellere entsprechend weniger tief. Die Linien können dabei auch konzentrisch hergestellt werden. Als Werkstoffe kommen neben Faserplatten auch Acrylglas oder Beton zum Einsatz.
Vectogramme werden vor allem in der Architektur (Fassadengestaltung), Innenarchitektur und Messebau eingesetzt.